# 城門谷
城門谷，又稱城門，是一片位於香港荃灣區大帽山、草山與針山之間的河谷，現大部份被城門水塘所覆蓋。現時，「城門谷」作為地名更多是指荃灣象鼻山下的山谷。

## 地理
城門谷所在之處是一片為處大帽山、草山和針山之間的河谷，河谷長兩英哩半、闊兩英哩、高度約為海拔200至300米（即現今城門水塘，並非指城門谷公園一帶）。城門谷位處高地、被眾山環繞，只有菠蘿坳通往荃灣，鉛礦坳通往大埔或經走私坳前往九龍長沙灣。城門河從大帽山東麓源頭經城門谷沿走私坳流出沙田海。城門谷水源充足，但平地很少，原城門鄉民多以梯田耕作、或種菠蘿、伐木割草為生。

現時，城門谷是城門水塘的所在地，其大部份地區現時屬於城門郊野公園的範圍，已無人居住。城門谷南部的針山，被連接荃灣和沙田的城門隧道貫穿。

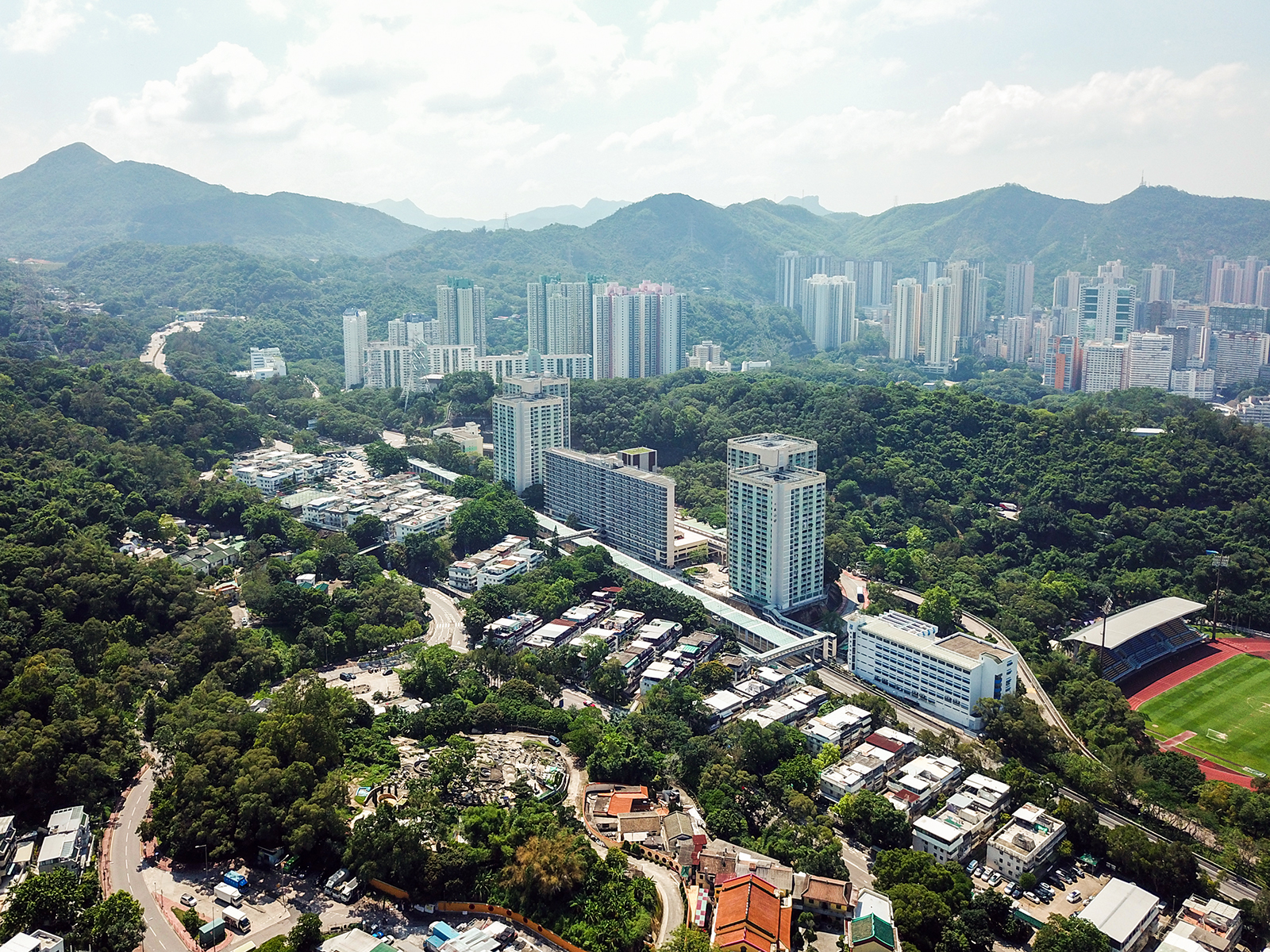
城門谷

現在所認知的「城門谷」，地理上在原城門谷西南，狹義（和宜合交匯處下城門道一段）為城門谷公園、城門谷運動場、城門谷泳池，實為象鼻山（象山邨）與上葵涌山的谷地（二陂圳、古坑）及其延伸（石圍角）。廣義除上述範圍，還包括和宜合（城門水塘菠蘿壩下城門道一段）及梨木樹（和宜合道）。現為荃灣新市鎮的範圍。

## 歷史
城門谷位處高地、被眾山環繞，歷史上是一個具有軍事價值的地點。南宋末年，陸秀夫、文天祥、張世傑等朝臣擁立益王趙昰（宋端宗）為帝，一路南退至香港。景炎二年（1277年），宋室一行人一度撤守至淺灣（今荃灣），元朝將領劉深到淺灣截擊。相傳，淺灣鄉民曾於城門谷一帶修建石城，助宋室抵抗元軍。
清朝初年，明朝遺臣、南明參將李萬榮在大鵬一帶擁兵抗清，同時流竄新安各村落打家劫舍，搜刮民脂。清順治三年（1646 年）李在城門谷內建立城寨，作為反清據點，設有大炮分別指向淺灣及瀝源。順治十三年（1656 年），李萬榮降清，城寨被拆毀，相傳有部屬繼續留在山谷中聚居。
清順治十八年至康熙元年（1661 至 1663 年），清廷開始執行遷界令，直至康熙八年（1669年）復界。康熙十九年（1680年），東莞鄭氏到城門谷立村，自此城門谷陸續發展出多條客家村落，是為城門鄉（英語：Shing Mun Villages），城門鄉較大型村落有老圍、河背、石頭見、陂頭肚和湖洋山，規模較小有白石窩、藍房肚、大陂瀝和其他小村落。城門鄉居民以鄭氏為大多數，另外亦有張氏、羅氏、高氏、胡氏和李氏。
嘉慶廿四年（1819年）《新安縣志》載，嘉慶十六年（1811年）屯門汛加強守備，派駐一名外委和四名士兵於新安五地，其中一地是城門。道光初年，駐紮城門坳（現今鉛礦坳）的士兵已增至15名，人數僅比屯門汛少一人，駐兵直至英國租借新界為止。1866年出版的《新安縣全圖》有標示城門的位置，香港九約竹枝詞中載有「直上城門聳一峰，陂頭肚亦在其中」。1911年，城門鄉有居民554人。

### 荃灣、城門兩鄉械鬥
城門、荃灣兩鄰鄉客家鄉民雖然已互相通商、通婚多年，但素來因農商業糾紛而積怨甚深。1862至1864年，兩鄉發生嚴重衝突，雙方鄉勇結隊襲擊對方村落，行為包括破壞房屋、放火、殺人不等，衝突持續三年，直到有鄰鄉長老出面調停方止。官方紀錄指荃灣、城門雙方分別有17名和16名鄉勇戰死。事後，荃灣鄉將戰死鄉勇的名字寫在紙上存放於荃灣天后官內供奉，後來在天后宮偏殿設立義勇祠以崇德報功，作春秋二祭。荃灣鄉於械鬥中所使用的其中一件武器（鴨嘴形的矛），一直保存於木棉下村。而城門鄉亦在神廟中立牌位供奉戰死鄉勇，1929年搬村錦田後，牌位供奉於協天宮右堂。
事件距今年代久遠，起因眾說紛紜。荃灣一方的官方說法是城門八鄉鄉民不時藉故攻犯荃灣，以眾凌寡，鋒鏑壓境，屋舍每遭破壞。城門一方的版本則是城門鄉民慣常往荃灣墟市售賣菠蘿，位於路途中的老圍村村民常向城門鄉民苛索高昂過路錢，城門鄉民不甘受屈，結隊反抗，從而引發衝突。
有一名荃灣關門口村陳氏村民於1969年受訪時提供他的說法。他指城門、荃灣兩鄉素來關係欠佳，他祖父曾參與該次械鬥。一天，石梨貝村民在山中被城門鄉青年攔途截劫，並留低字條表明何時再來取走列明的財物。石梨貝村民遂向荃灣鄉求助，荃灣鄉派出數十鄉勇在山中埋伏，果然捉拿到多過10名劫匪，後僱船將犯人移送南頭衙門懲處。般隻駛經汲水門時，一名看守犯人的荃灣鄉勇腿部被刺，一名城門青年逃脫，游水上岸回城門向鄉人告狀，並指其他被捉的城門青年全部遭殺害。憤怒的城門鄉民立即結隊帶同武器突襲石梨貝。有石梨貝村民逃到荃灣求援，並稱所有石梨貝村民被殺，財物全被搶去。200名荃灣鄉民立即結隊到石梨貝，但到達時發現石梨貝沒有財物被城門鄉搶去。經過村前的一場大火後，有20名荃灣人和近100名城門人死亡。事件之後， 城門鄉向八鄉送上牲畜以結盟攻打荃灣。荃灣、城門雙方會摘定日子在兩鄉之間的地方械鬥，包括和宜合和川龍，械鬥持續三年。川龍是中立的村落，一名曾氏長老不忍自己的村落淪為戰場，決定調停雙方衝突。富裕的他在未通知雙方的情況下，冒充成其中一方向另一方送上金錢、牲畜賠罪，並提議和談，令雙方都以為他是對方的中間人。和談最後成功在川龍舉行，各方提出賠償要求後達成和平協議，事件得以擺平。
另一名葵涌圍乪村（又名歐陽屋，清拆前只有六戶人家，現今光輝圍以北）的年長村民在1960年代受訪時指出，歐陽氏原居爛泥塘（現今九龍水塘），百多年前的一天，有爛泥塘村民從外地攜行李、手信歸村，在山中遇上正前往深水埗墟市售賣柴枝的城門鄉民。當日夜間，村民聽到雞嗚狗叫，遂出屋外查探村週，發現有兩隻老虎在爬行，村民馬上向他們開槍，竟發現老虎原來是人，有一人中槍後被同伴救走，村民相信他們就是在日間見到的城門鄉民。次日，城門鄉民藉同鄉受傷為由，結隊到爛泥塘宣戰，證實爛泥塘村村民的推測。雙方在村前駁火，爛泥塘村寡不敵眾，唯有向友村老圍、關門口、石梨貝求援。衝突持續三年，一名曾當兵的關門口村民計劃借兩支火炮炮轟城門鄉，城門鄉民聽聞此事只好求和，爛泥塘村民沒有要求賠償並同意擺平。他指城門一方有約30人犧牲，荃灣一方則有10多人犧牲。經歷此事後，爛泥塘村了解到他們與友村相距太遠，治安不佳。為避免再有類似事件發生，他們於19世紀末決定舉家遷居葵涌低地，以逃避城門鄉的侵擾。

### 城門水塘工程與遷村

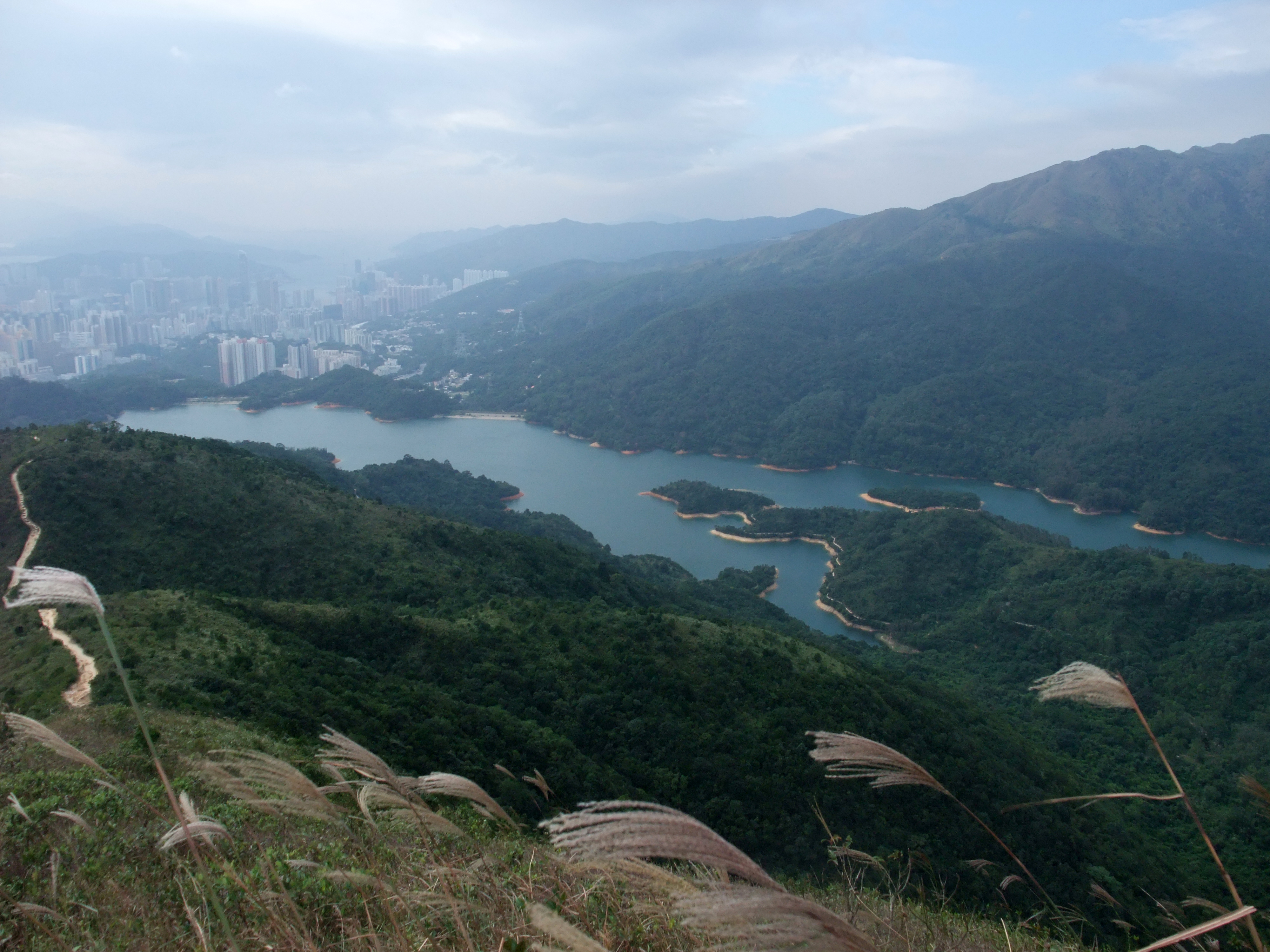
城門水塘

城門谷優良的地勢具備用作興建水塘的條件，政府於1923年推行進行城門谷水務計劃（Shing Mun Valley Waterworks Scheme），動工興建城門水塘，1937年完工。1928年，理民府完成城門鄉搬村計劃，向鄉民以賠償農地、林木、風水樹或果樹、菠蘿等產業損失和搬遷費用。當時，城門鄉有居民共855人，擁有180英畝梯田、1,180英畝林木和42英畝菠蘿田。
在1929年至1932年間，城門鄉居民遷居至新界多個地方，包括錦田城門新村、八鄉金錢圍及七星崗、大埔泮涌新村、魚角、梅樹坑及錦山、粉嶺和合石新村、上水雞嶺，另有鄉民自行遷居大埔蓮澳（早年由大圍鄭氏其中一房開村）及深圳龍崗。更早時，政府曾安排一些鄭氏族人到新加坡、婆羅乃等地考察和試居，但因水土不服而遷回。新村大多建於官地上，少部份屬於私人土地，由政府負擔村屋的購地和興建費用。新村相連的村屋多為青磚瓦頂、兩層高，每幢相同面積，排列整齊，村中亦有新開鑿的井。

### 醉酒灣防線
1930年代，因為日本入侵香港的危機與日俱增，駐港英軍於是在新界和九龍之間的山嶺修築醉酒灣防線，其中一項主要防禦工事便是建於城門谷以南孖指徑山上的城門棱堡，於1941年12月8日爆發的香港保衛戰，這處失守成為香港守軍於三日後決定退守香港島的主要原因之一。

### 老虎蹤跡
大帽山周邊和城門谷至石梨貝一帶歷史上是華南虎出沒之地。從荃灣、城門兩鄉械鬥中圍乪村村民的證詞中亦可顯示，數百年來老虎出沒對山中村民來說並不罕見。1940年，城門水塘一帶頻聽聞虎嘯之聲，沙田眾獵戶曾組隊上山搜索虎蹤，但未竟全功。1965年，位於鉛礦坳的農林署職員宿舍居民在夜間聽到狗吠聲並出外察看，發現不遠處有一隻眼露綠光的野獸。荃灣警署接報後於翌日早上派「打虎隊」上山，備有不同長短槍械到城門水塘一帶搜索虎蹤。「打虎隊」在山上發現老虎糞埋，但沒有再發現老虎蹤影。後來，一條由城門水塘至大帽山的遠足徑便被稱為「虎蹤徑」。

### 象鼻山城門谷
現今象鼻山下、城門道以北與老圍之間的山谷原名為成安谷，有二陂圳、古坑等村落和農地，不過在1970年代山谷平整並陸續發展成象山邨、石圍角邨、城門谷運動場和城門谷公園後，普遍以城門谷稱呼該地方。

## 原城門鄉各村

### 城門老圍

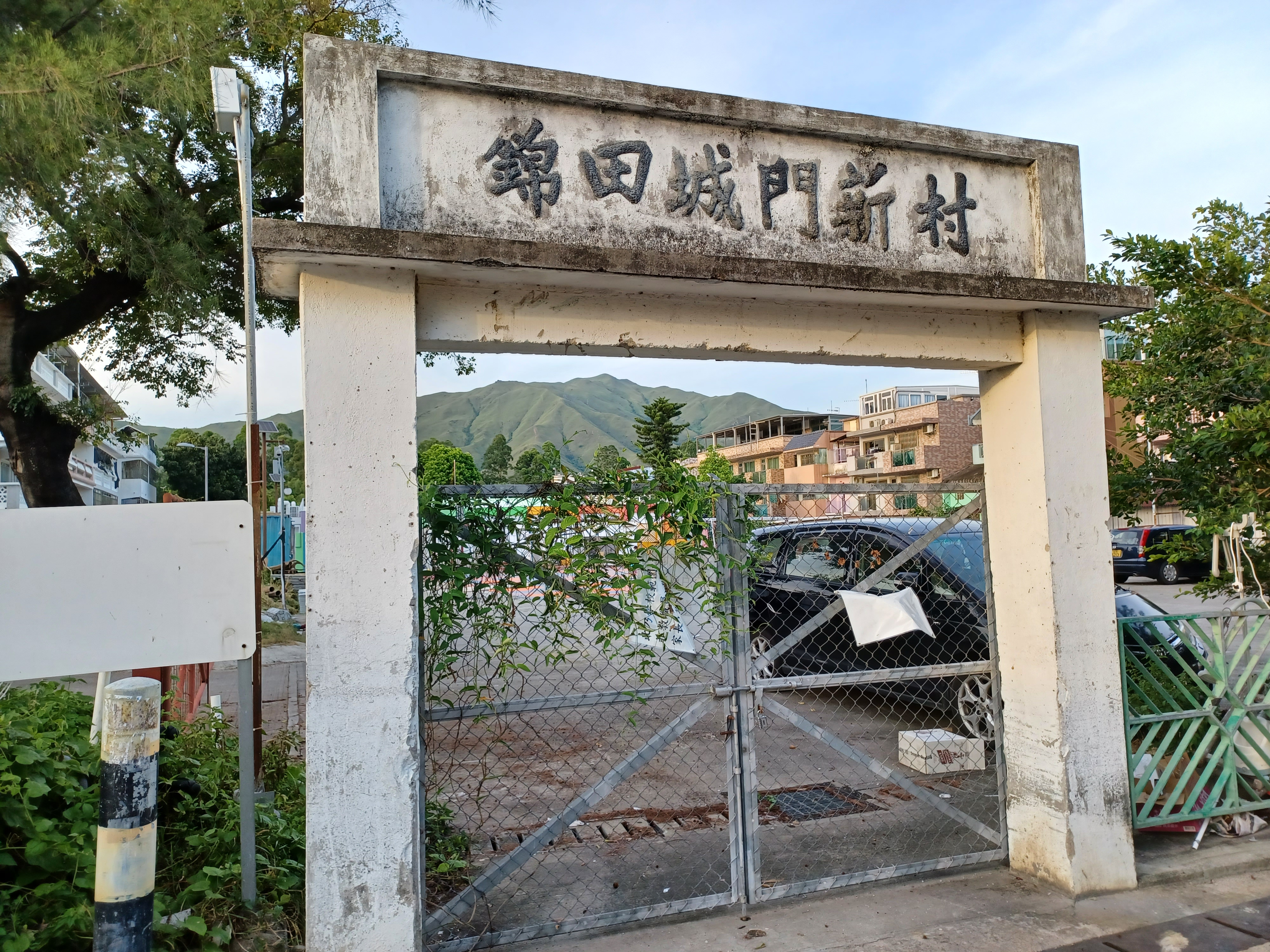
錦田城門新村

城門老圍（Shing Mun Lo Wai）是城門鄉最大的村落，原稱大圍，位於城門谷的中心，城門河（大城石澗）支流草城石澗的東岸。老圍居民主要為鄭姓。1680年，鄭寧九（鄭氏十七世祖）的5個兒子從新安梅林移居城門大圍。大圍鄭氏各房其後再分居到陂頭肚、石頭見、梗山、南傍肚等城門村落。村中有超過十排村屋，有一座神廟，廟門上有對聯「城歌盛世，門樂豐年」，村後山麓有一片風水林。1911年老圍有居民234人。1928年老圍有居民276人。1929年，84戶老圍村民遷居至錦田城門新村。少部份居民遷居至大埔泮涌新村。
陂頭肚（Pei Tau To）亦是位於草城石澗東岸，與老圍相隔一小山，是城門鄉第二大村落。陂頭肚居民主要為鄭姓，由大圍鄭氏十九世祖鄭翰鵬（1714-1749）的族人開村。1928年陂頭肚有居民126人。1929年，所有陂頭肚村民遷居至八鄉金錢圍。
白石窩（Pak Shek Wo）亦是位於城門河東岸，老圍以南，針山北麓。白石窩居民主要為鄭姓，源自城門大圍。1911年白石窩有居民16人，1928年白石窩有居民44人。1929年，大半白石窩村民遷居至錦田。小部份居民遷居至大埔泮涌新村。
沙崗（Sa Kong）位於城門河與草城石澗之匯合地，在老圍村前。

### 河背
河背（Ho Pui）又稱為河瀝邊或張屋，位於城門谷的中心，在城門河西岸，同是城門鄉第二大村落。村中主要有兩排共三列村屋，村民以張氏為主，亦有鄧氏、高氏和胡氏居民。嘉慶廿五年（1820年），張氏從廣東興寧遷居城門。八鄉水流田鄧氏最初定居於荃灣城門，鄧國茂的兒子鄧球光於光緒十六年（1890年）由城門遷居至八鄉。1911年河背有居民100人。1928年河背有居民126人。1929年，以張維翰為首的12戶張氏遷居到上水雞嶺，雞嶺村門樓刻有「清河祖居大田地 城門賜福雞嶺村」。同年，鄧氏村民遷居八鄉七星崗。1932年，高氏和另一些張氏居民遷居大埔魚角。1932年，極少數村民遷居大埔石古壟。

### 石頭峴
石頭峴（Shek Tau Kin）位於城門谷北面，是城門鄉第四大村落。石頭峴居民主要為鄭姓，源自城門大圍。1911年，石頭峴有居民56人。1928年石頭峴有居民116人，估計包含了鄰近小村的村民。1929年，大部份石頭峴村民遷居至錦田。少部份居民遷居至大埔泮涌新村。1932年，極少數村民遷居大埔石古壟。
大陂瀝（Tai Pei Lek）位於城門老圍西北面、石頭峴西南面。大陂瀝居民主要鄭姓，源自城門大圍。1911年大陂瀝有居民21人，1928年大陂瀝有居民15人。1929年，小部份大陂瀝村民遷居至錦田。大部份居民遷居至大埔泮涌新村。
梗山（King Shan）位於石頭峴對上山腰，1911年梗山有居民26人，主要為鄭姓，源自城門大圍。

### 湖洋山
湖洋山村位於河背和藍房肚之間的山腰，在城門河中游。湖洋山居民主要為鄭姓，源自城門大圍。1911年，湖洋山有居民38人。1928年湖洋山有居民124人，估計包含了鄰近小村的村民。1929年，湖洋山鄭氏分別遷居至錦田、大埔泮涌新村和粉嶺和合石新村。和合石新村村口一座「粉嶺城門新村」牌樓，牌樓上有對聯「城樓新築千年在 門戶常開四季春」，村內建有鄭氏家祠通德堂。現時，原村仍遺有一枚湖洋山地界界石。
上村和羌麻窩位於湖洋山和河背之間，1911年上村有居民29人、羌麻窩有居民6人。

### 藍房肚
藍房肚（Nam Fong To）又稱南傍肚，位處大帽山西麓，城門河上游，與東南面山下湖洋山等城門各村相距較遠。1866年出版的《新安縣全圖》已有標示藍房肚的位置，香港九約竹枝詞中載有「惟有藍房相隔遠，八鄉路界境然同」，顯示藍房肚是城門通往八鄉的必經之路。藍房肚村民姓羅，1911年藍房肚有居民25人。1928年藍房肚有居民28人。1929年全數村民與湖洋山部份鄭氏一同遷居至粉嶺和合石新村，村內建有羅氏宗祠豫章堂（三級歷史建築）。

## 氣候
| 荃灣城門谷 (2010-2020) | 荃灣城門谷 (2010-2020) | 荃灣城門谷 (2010-2020) | 荃灣城門谷 (2010-2020) | 荃灣城門谷 (2010-2020) | 荃灣城門谷 (2010-2020) | 荃灣城門谷 (2010-2020) | 荃灣城門谷 (2010-2020) | 荃灣城門谷 (2010-2020) | 荃灣城門谷 (2010-2020) | 荃灣城門谷 (2010-2020) | 荃灣城門谷 (2010-2020) | 荃灣城門谷 (2010-2020) | 荃灣城門谷 (2010-2020) |
| 月份                   | 1月                    | 2月                    | 3月                    | 4月                    | 5月                    | 6月                    | 7月                    | 8月                    | 9月                    | 10月                   | 11月                   | 12月                   | 全年                   |
| ---------------------- | ---------------------- | ---------------------- | ---------------------- | ---------------------- | ---------------------- | ---------------------- | ---------------------- | ---------------------- | ---------------------- | ---------------------- | ---------------------- | ---------------------- | ---------------------- |
| 历史最高温 °C（°F）    | 29.1 (84.4)            | 29.0 (84.2)            | 30.1 (86.2)            | 31.4 (88.5)            | 34.7 (94.5)            | 34.6 (94.3)            | 36.8 (98.2)            | 36.8 (98.2)            | 35.9 (96.6)            | 34.8 (94.6)            | 32.3 (90.1)            | 29.4 (84.9)            | 36.8 (98.2)            |
| 平均高温 °C（°F）      | 20.6 (69.1)            | 21.1 (70.0)            | 23.3 (73.9)            | 26.4 (79.5)            | 29.2 (84.6)            | 31.1 (88.0)            | 31.7 (89.1)            | 32.0 (89.6)            | 31.6 (88.9)            | 29.5 (85.1)            | 26.2 (79.2)            | 21.8 (71.2)            | 27.0 (80.6)            |
| 日均气温 °C（°F）      | 16.2 (61.2)            | 17.1 (62.8)            | 19.8 (67.6)            | 23.0 (73.4)            | 26.3 (79.3)            | 28.3 (82.9)            | 28.5 (83.3)            | 28.5 (83.3)            | 27.7 (81.9)            | 25.2 (77.4)            | 22.3 (72.1)            | 17.5 (63.5)            | 23.3 (73.9)            |
| 平均低温 °C（°F）      | 13.1 (55.6)            | 14.1 (57.4)            | 17.2 (63.0)            | 20.4 (68.7)            | 24.1 (75.4)            | 26.1 (79.0)            | 26.0 (78.8)            | 25.8 (78.4)            | 24.9 (76.8)            | 22.1 (71.8)            | 19.5 (67.1)            | 14.3 (57.7)            | 20.6 (69.1)            |
| 历史最低温 °C（°F）    | 2.3 (36.1)             | 4.4 (39.9)             | 7.8 (46.0)             | 11.9 (53.4)            | 15.9 (60.6)            | 22.0 (71.6)            | 23.3 (73.9)            | 23.1 (73.6)            | 19.8 (67.6)            | 16.2 (61.2)            | 10.2 (50.4)            | 2.2 (36.0)             | 2.2 (36.0)             |
| 来源：香港天文台       |                        |                        |                        |                        |                        |                        |                        |                        |                        |                        |                        |                        |                        |

### 引用
1. ↑  陳邦瞻. . 明朝萬曆年間: 卷一百八二王之立.
2. ↑  簡又文. . 香港趙族宗親總會. 1957: 十六.淺灣之附錄城門.
3. ↑  粉嶺龍躍頭溫氏族譜
4. ↑  . 馬鞍山民康促進會. （原始内容存档于2022-11-01）.
5. ↑  嘉慶廿四年（1819年）《新安縣志》卷二
6. ↑  道光二年（1822年）《廣東通志卷》一百七十五
7. 1 2  James Hayes. . Journal of the Hong Kong Branch of the Royal Asiatic Society. 1977: Vol. 17.
8. ↑  Tere Wong. . 2013-06-12. （原始内容存档于2022-10-31）.
9. ↑  楊國瑞. . 荃灣鄉事委員會. 1933. （原始内容存档于2022-11-01）.
10. ↑  Elizabeth Lominska Johnson, Graham E. Johnson. . Hong Kong University. 2019.
11. ↑  . 華僑日報. 1963-06-17.
12. ↑  . 香港華字日報. 1923-04-19.
13. ↑  . 香港工商日報. 1928-02-22.
14. ↑  . 香港工商日報. 1929-09-12.
15. ↑  W. Schofield. . Journal of the Hong Kong Branch of the Royal Asiatic Society. 1977: Vol. 17.
16. ↑  呂沛銘. . 香港郊野活動聯會. 1997-02. （原始内容存档于2022-11-03）.
17. ↑  黃金棋. . 香港01. 2022-02-01. （原始内容存档于2023-03-06） （中文（香港））.
18. ↑  . 香港華字日報. 1940-02-15.
19. ↑  . 工商晚報. 1965-07-27.
20. ↑  . 綠洲 Oasistrek. 2013-03-07. （原始内容存档于2022-11-30）.
21. ↑  . 華僑日報. 1978-09-04: 16. （原始内容存档于2021-05-13） （中文（香港））.
22. ↑  . 華僑日報. 1986-06-14.
23. ↑  鄭運宏. . 1985.01.
24. ↑   (PDF). Antiquities Advisory Board.   [2022-11-02]. （原始内容存档 (PDF)于2022-11-01）.
25. ↑   (PDF). Antiquities Advisory Board.   [2022-11-02]. （原始内容存档 (PDF)于2022-11-01）.
26. ↑   (PDF). Antiquities Advisory Board.   [2022-11-02]. （原始内容存档 (PDF)于2022-11-01）.
27. ↑  Tere Wong. . 2015-02-17. （原始内容存档于2022-11-02） （美国英语）.
28. ↑   (PDF). Antiquities Advisory Board.   [2022-11-02]. （原始内容存档 (PDF)于2022-11-01）.
29. ↑   (PDF). Antiquities Advisory Board.   [2022-11-02]. （原始内容存档 (PDF)于2022-11-01）.
30. ↑  . 香港天文台.   [January 1, 2019]. （原始内容存档于2019-01-02）.
31. ↑  . 香港天文台.   [January 1, 2019]. （原始内容存档于2019-01-03）.
32. ↑  . 香港天文台.   [January 1, 2019]. （原始内容存档于2019-01-03）.
33. ↑  . 香港天文台.   [January 1, 2019]. （原始内容存档于2019-01-03）.
34. ↑  . 香港天文台.   [January 1, 2019]. （原始内容存档于2019-01-03）.
35. ↑  . 香港天文台.   [January 1, 2019]. （原始内容存档于2019-01-03）.

### 來源
1. . 行行企企. 2017-08  [2022-11-02]. （原始内容存档于2022-10-31）.
2. (PDF). Census Office, Hong Kong Government. 1911-10-27.
3. John Fraser. . District Office, North, Hong Kong Government. 1928-01-09  [2022-11-02]. （原始内容存档于2022-10-31）.
4. . 新界鄉議局. 1991.
5. 饒玖才. . 天地圖書. 2012.
6. 許舒. . 中華書局. 2016.
7. 蕭國健. . 顯朝書室. 1991.
8. 蕭國健. . 顯朝書室. 1982.

## 外部連結
- 荃灣地名初探 香港地方志中心 Hong Kong Chronicles Institute